# Нікуліно (Лузький район)
Ніку́ліно (рос. Никулино) — присілок у складі Лузького району Кіровської області, Росія. Входить до складу Лальського міського поселення.
Населення становить 80 осіб (2010, 110 у 2002).
Національний склад станом на 2002 рік — росіяни 98 %.